# What Happened to Jones
What Happened to Jones er en amerikansk stumfilm fra 1915 af Fred Mace.

## Medvirkende
- Bradley Barker som Filbert.
- Chester Barnett som Richard Heatherly.
- Marjorie Blossom som Minerve.
- Mary Charleson som Marjorie.
- Joseph Daly.